# Plateforme intergouvernementale scientifique et politique sur la biodiversité et les services écosystémiques
Vous pouvez aider à l'améliorer ou bien discuter des problèmes sur sa page de discussion.
- Sa typographie ne respecte pas les conventions de Wikipédia. Vous pouvez solliciter de l’aide de l’Atelier typographique. (Marqué depuis mars 2022)
- Il est à actualiser. Certains passages sont obsolètes ou annoncent des événements désormais passés. (Marqué depuis mars 2022)

La Plateforme intergouvernementale scientifique et politique sur la biodiversité et les services écosystémiques (en anglais : Intergovernmental Science-Policy Platform on Biodiversity and Ecosystem Services, IPBES) est un groupe international d'experts sur la biodiversité. Il est présidé depuis mai 2019 par Ana María Hernández Salgar (en).
Pluridisciplinaire, l'IPBES a pour premières missions d'assister les gouvernements, de renforcer les moyens des pays émergents sur les questions de biodiversité, sous l'égide de l'Organisation des Nations unies (ONU).
Ce mécanisme d'interface et de coordination sur la biodiversité résulte d'une initiative lancée en 2005 par l'ONU. Annoncé en 2010, ce « GIEC de la biodiversité » a officiellement été créé le 21 avril 2012 par 94 gouvernements. Il a tenu sa première réunion début 2013.
Chaque État membre des Nations unies peut y participer et les délégués souhaitent aussi une « participation active de la société civile » au processus. En 2023, 140 États en étaient membres.

## Missions
L'IPBES, sous l'égide du Programme des Nations unies pour l'environnement (PNUE), du Programme des Nations unies pour le Développement (PNUD), de l’Organisation des Nations unies pour l’éducation, la science et la culture (UNESCO) et de l’Organisation des Nations unies pour l’alimentation et l’agriculture (FAO) joue un rôle d'interface et de vulgarisation scientifique entre l'expertise scientifique et les gouvernements sur les questions traitant de la biodiversité et des services écosystémiques. Cette interface science-politique a pour objectifs la conservation et l’utilisation durable de la biodiversité, sous-tendant le bien-être humain sur le long terme et le développement durable.
Elle cherche aussi à renforcer les capacités des pays, notamment dans les pays émergents et ceux en voie de développement. La Plateforme vient appuyer les activités se déroulant dans le cadre des accords multilatéraux concernant la biodiversité  comme la Convention sur la Diversité Biologique (CDB) ou encore la Convention sur le commerce international des espèces de faune et de flore sauvages menacées d’extinction (CITES).
Au-delà de l’interface science-politique, le travail scientifique de l’IPBES concerne également la société au sens large, telles les ONG et le secteur privé. La Plateforme a ainsi développé plusieurs façons d’engager ces acteurs  impliqués sur les questions de biodiversité.
La Plateforme vise également à catalyser les fonds d'aides aux évaluations de la connaissance sur la biodiversité, et à identifier les lacunes principales des connaissances existantes. Ces travaux peuvent servir à orienter la recherche scientifique vers les besoins de connaissances identifiés par les décideurs politiques.
C'est en quelque sorte le pendant du Groupe d'experts intergouvernemental sur l'évolution du climat (GIEC) pour la biodiversité ; Ces deux structures seront d'ailleurs amenées à travailler conjointement, car il existe des liens structurels et fonctionnels entre biodiversité et climat, et changement climatique et puits de carbone.

## Gouvernance
La structure et les procédures de l'IPBES sont largement inspirées de celles du Groupe d'experts intergouvernemental sur l'évolution du climat (GIEC).

### Plénière
La Plénière est l'organe décisionnel de l'IPBES. Elle est composée de l'ensemble des États membres des Nations unies qui ont rejoint la Plateforme, et d'observateurs. Les observateurs peuvent être des représentants d'accords multilatéraux pour l'environnement (par exemple, la Convention sur la diversité biologique ou la Convention des Nations unies sur la lutte contre la désertification), des organisations scientifiques, des ONG, des représentants du secteur privé ou encore des représentants des communautés autochtones et locales, qui traitent des sujets abordés par la Plateforme.
La Plénière se réunit une fois par an.

### Bureau
Le Bureau est composé de 10 membres (2 représentants pour chaque région des Nations-Unies), soit 1 président, 4 vice-présidents et 5 autres membres. Le Bureau supervise les tâches administratives et financières de la Plateforme.
La présidente actuelle de l'IPBES est Ana María Hernández Salgar. Elle a succédé en mai 2019 à Robert Watson, élu lors de la quatrième plénière de l'IPBES et ancien Président du Groupe d'experts intergouvernemental sur l'évolution du climat (GIEC). Il succédait à Zakri Abdoul Hamid, premier président de l'IPBES entre 2013 et 2016.
| Identité                                      | Période         | Période         | Durée                    |
| Identité                                      | Début           | Fin             | Durée                    |
| --------------------------------------------- | --------------- | --------------- | ------------------------ |
| Zakri Abdoul Hamid (né en 1948)               | 26 janvier 2013 | 29 février 2016 | 3 ans, 1 mois et 3 jours |
| Robert Watson (né en 1948)                    | 29 février 2016 | 6 mai 2019      | 3 ans, 2 mois et 7 jours |
| Ana María Hernández Salgar (en) (née en 1972) | 6 mai 2019      |                 |                          |

### Groupe d'experts multidisciplinaire
Le Groupe d’experts multidisciplinaire (GEM) est composé de 25 membres (5 par région des Nations unies), scientifiques issus d’une large diversité de disciplines, des sciences biologiques aux sciences économiques et sociales. Les membres ont un mandat de 2 ans. Le GEM supervise les questions scientifiques et techniques et procède également à la sélection des experts qui composent les différents groupes de travail de l'IPBES. Il joue donc un rôle central dans la mise en œuvre du programme de travail de l'IPBES.
Du 8 janvier au 1er février 2012, une consultation menée sous l'égide des Nations unies, de l'IHDP, du gouvernement japonais et de Diversitas avait été menée afin de définir les critères de choix des scientifiques pour le GEM (découpage régional, équilibre entre disciplines scientifiques, évitement des conflits d'intérêts, etc.). 136 pays avaient répondu à cette consultation.
Selon la FRB, « la question régionale s’est invitée fermement dans les négociations : la plupart des pays s’accorde sur le fait que l’équilibre régional au sein des organes de gouvernance devrait se baser sur un découpage prenant en compte la biogéographie. Toutefois, cette approche nécessitant une réflexion plus approfondie prenant en compte plusieurs facteurs (nombre de pays par région, population, richesse en biodiversité), les pays se dirigeraient vers une solution provisoire basée sur le découpage des Nations-Unies pour commencer le travail plus rapidement ».
Dans un premier temps, en raison du manque de dispositif mondial existant basé sur les échelles biogéographiques et écopaysagères, il avait été décidé en 2012 par les délégués réunis à Panama City de commencer avec un Groupe d'experts multidisciplinaire intérimaire, dont les membres avaient été nommés pour la première plénière de l’IPBES (début 2013).
Début 2016, les membres du GEM sont : 
- Pour la région Afrique : Moustafa Mokhtar Ali Fouda (biologiste, Égypte), Sebsebe Demissew (botaniste, Éthiopie), Jean Bruno Mikissa (biologiste, Gabon), Voahangy Raharimalala (biologiste, Madagascar) et Charlotte Karibuhoye (biologie, Sénégal).
- Pour la région Asie-Pacifique : Yi Huang (écologue, Chine), Vinod Mathur (écologue, Inde), Rosichon Ubaidillah (biologiste, Indonésie), Yoshihisa Shirayama (biologiste, Japon) et Leng Guan Saw (biologiste, Malaisie).
- Pour la région Europe de l'Est : Ruslan Novitsky (écologue, Biélorussie), Maja Vasilijević (géographe, Croatie), Tamar Pataridze (politologue, Géorgie), György Pataki (économiste, Hongrie) et Günay Erpul (agronome, Turquie).
- Pour la région Amérique latine et Caraïbes : Sandra Myrna Diaz (écologue, Argentine), Carlos Alfredo Joly (botaniste, Brésil), Brigitte Baptiste (écologue, Colombie), Rodrigo Medellín (écologue, Mexique) et Floyd M. Homer (écologue, Trinité-et-Tobago).
- Pour la région Europe occidentale et autres États : Mark Lonsdale (écologue, Australie), Paul Leadley (écologue, France), Marie Roué (anthropologue, France), Unai Pascual (économiste, Espagne) et Marie Stenseke (géographe, Suède).

### Secrétariat
Le Secrétariat de l'IPBES est localisé à Bonn, en Allemagne, à la Cité des Nations unies. Il assure le fonctionnement général de l'IPBES au quotidien et apporte un soutien technique aux groupes d'experts et équipes spéciales qui travaillent à la mise en œuvre du programme de travail. La Secrétaire exécutive actuelle est la française Anne Larigauderie.

## Histoire

### Prémices
Dans les années 1970-1980, avec les travaux du Club de Rome notamment, il est apparu de plus en plus évident que la biodiversité était un bien commun et un bien public vital pour l'humanité, mais qu'elle était gravement menacée et qu'elle pouvait n'être correctement restaurée, protégée et gérée qu'à des échelles qui soient à la fois mondiales, nationales, régionales et locales[réf. nécessaire].
Au Sommet de la Terre de Rio (juin 1992), sous l'égide de l'ONU, tous les pays ont décidé au travers d'une convention sur la diversité biologique de faire une priorité de la protection et de la restauration de la diversité du vivant, considérée comme une des ressources vitales du développement durable.
En 2005, l'évaluation des écosystèmes pour le millénaire (MEA) a confirmé que 60 % environ des écosystèmes étaient de dégradés à très dégradés et souvent surexploités. Elle a encouragé la mise en place d'une gouvernance mondiale de la biodiversité.

### Vers un mécanisme international d'expertise scientifique sur la biodiversité
Dans son discours lors de la conférence internationale "Biodiversité : science et gouvernance" à l'UNESCO en 2005, le président français Jacques Chirac a appelé à la création de ce qui allait devenir l'IPBES : "Les travaux du Groupe intergouvernemental sur l’évolution du climat [GIEC] depuis 1988 ont permis de parvenir à un consensus scientifique sur la réalité et la portée du réchauffement climatique, que beaucoup, au départ, se refusaient à admettre. Pour la biodiversité, nous avons besoin d’un dispositif similaire. Et je souhaite que cette conférence marque une étape décisive dans cette direction. J’appelle en effet tous les scientifiques à se rassembler pour constituer un réseau mondial d’expertise. Et la France proposera à ses partenaires au sein de la Convention sur la diversité biologique de créer un groupe intergouvernemental sur l’évolution de la biodiversité".
Ceci s'est d'abord traduit par une consultation internationale (IMoSEB), qui visait à créer une structure équivalente au GIEC mais pour la biodiversité. Le Programme des Nations unies pour l'environnement (PNUE), sous l'égide de l'Organisation des Nations unies (ONU), était chargé de cette consultation. Deux ans plus tard et après la mise en place d'une stratégie de poursuite de l'évaluation des écosystèmes pour le millénaire (MEA), le PNUE a officiellement annoncé le 12 novembre 2008 à Kuala Lumpur), une consultation vers la création d'un groupe intergouvernemental d'experts sur la biodiversité, nommé Intergovernmental Science-Policy Platform on Biodiversity and Ecosystem Services (IPBES), sur le modèle du GIEC, le Brésil et la Chine ayant toutefois montré quelques réticences.
Le 11 juin 2010, après 5 jours de négociations à Busan, en Corée du Sud, les délégués ont conclu (« Résultat Busan ») au besoin de créer un ipBes intergouvernemental, géré par une ou plusieurs organisations des Nations-Unies. Les États et l'ONU ont officiellement montré leur volonté de créer l'IPBES lors de la Conférence mondiale sur la biodiversité de Nagoya, en octobre 2010. Le Résultat de Busan y est présenté, les missions et principes de fonctionnement de l'IPBES y sont approuvés par l'ensemble des participants.

### Création de la plateforme
- Le 20 décembre 2010, la 65e session de l'Assemblée générale de l'Organisation des Nations unies a approuvé, et ainsi officialisé la création de l'IPBES.
- Du 3 au 7 octobre 2011, une réunion préparatoire se tient à l'ONU à Nairobi (Kenya)[15]
- Le 21 avril 2012, l'IPBES a été officiellement créé (sur le modèle du GIEC) à Panama city ; 5 pays[16] avaient proposé d'accueillir le secrétariat ; c'est Bonn (Allemagne) qui a été retenu[3].
- La première séance plénière s'est déroulée début 2013. Est également nommé « plénière » l'« organe de validation finale de l'Ipbes »[17]. Cette première plénière a validé le programme de travail et les modalités de certaines procédures (évaluation par les pairs, sélection des auteurs, relations avec le PNUE, le PNUD, l'UNESCO et la FAO, etc.)[3]. Après cinq jours de négociations au sein des groupes régionaux, la composition du « Groupe d'experts multidisciplinaire » (GEM) de l'IPBES a été annoncée.
- Une proposition non encore tranchée[précision nécessaire] propose que les organisations d'intégration économique régionales, telles que l'Union européenne puisse y participer à la Plateforme au même titre que les États[3].

### Aperçu des dates et objectifs des séances plénières
- 2013 : première plénière (voir section ci-dessus)
- sixième plénière : elle valide notamment les quatre « évaluations régionales de la biodiversité et des services écosystémiques » qui portent respectivement sur l'Afrique, les Amériques, l'Asie et le Pacifique, l'Europe et l'Asie centrale[18].
- 2022 (du 3 au 9 juillet), neuvième plénière, à Bonn (Allemagne) : celle-ci a notamment concerné deux évaluations : l'une à propos de l'« utilisation durable des espèces sauvages », l'autre à propos des « valeurs de la nature »[17].
- 2023 (du 28 août au 2 septembre), dixième plénière, à Bonn (Allemagne) : celle-ci a pour objectif l'« évaluation de l’impact des espèces exotiques envahissantes », selon l'écologue Martine Hossaert-McKey qui a participé à cette séance[19].
- 2024 (du 10 au 16 décembre), onzième plénière : celle-ci a lieu à Windhoek (Namibie) et comporte notamment l'examen de deux évaluations thématiques (l'"Évaluation thématique des causes sous-jacentes de la perte de biodiversité, des déterminants du changement transformateur et des options permettant de réaliser la Vision 2050 pour la biodiversité" (aussi nommée "évaluation changement transformateur") ; et l'"Évaluation thématique des liens entre la biodiversité, l’eau, l’alimentation et la santé" ("évaluation nexus")), ainsi que celui du "rapport de cadrage pour la deuxième évaluation mondiale sur la biodiversité et les services écosystémiques". Cette plénière a également vu l'aboutissement d'un long processus de négociations entre membres pour une amélioration de la collaboration entre IPBES et GIEC[20].

## Pays membres
(En janvier 2016)
- Afghanistan
- Afrique du Sud
- Albanie
- Algérie
- Allemagne
- Andorre
- Antigua-et-Barbuda
- Arabie Saoudite
- Argentine
- Australie
- Autriche
- Azerbaïdjan
- Bahreïn
- Bangladesh
- Belgique
- Bénin
- Bhoutan
- Biélorussie
- Bolivie
- Bosnie-Herzégovine
- Botswana
- Brésil
- Burkina Faso
- Burundi
- Cambodge
- Cameroun
- Canada
- Centrafrique (République centrafricaine)
- Corée (République de Corée)
- Chili
- Chine
- Colombie
- Comores
- Congo (République du Congo)
- Congo (République Démocratique du Congo)
- Costa Rica
- Côte d'Ivoire
- Croatie
- Cuba
- Danemark
- Égypte
- El Salvador
- Émirats arabes unis
- Équateur
- Espagne
- États-Unis
- Éthiopie
- Fidji
- Finlande
- France
- Gabon
- Géorgie
- Ghana
- Grèce
- Grenade
- Guatemala
- Guinée-Bissau
- Guyana
- Honduras
- Hongrie
- Inde
- Indonésie
- Irak
- Iran
- Irlande
- Israël
- Japon
- Kenya
- Kirghizistan
- Lettonie
- Liberia
- Libye
- Lituanie
- Luxembourg
- Madagascar
- Malawi
- Malaisie
- Maldives
- Mali
- Maroc
- Mauritanie
- Mexique
- Moldavie (République de Moldavie)
- Monaco
- Monténégro
- Nepal
- Nicaragua
- Niger
- Nigéria
- Norvège
- Nouvelle-Zélande
- Pakistan
- Panama
- Pays-Bas
- Pérou
- Philippines
- Portugal
- République dominicaine
- République tchèque
- Russie
- Saint-Kitts-et-Nevis
- Sainte-Lucie
- Sénégal
- Slovaquie
- Soudan
- Sri Lanka
- Suède
- Suisse
- Swaziland
- Tadjikistan
- Thaïlande
- Togo
- Trinité-et-Tobago
- Tunisie
- Turquie
- Ouganda
- Royaume-Uni
- Tanzanie (République unie de Tanzanie)
- Tchad
- Uruguay
- Viet Nam
- Yémen
- Zambie
- Zimbabwe

## Position et actions de la France
La France a soutenu officiellement la création de l'IPBES depuis 2005.
- Un premier soutien s'est manifesté lors de la Conférence internationale « Biodiversité : science et gouvernance » de 2005.
- L'IMoSEB (processus de consultation international ) a été relayé en France par l'IFB, avec l’appui du programme DIVERSITAS.
- Le 22 octobre 2009, une conférence FRB-Iddri « l’IpBes – Quel état d’avancement ? Quels enjeux ? » annonce que la 3e réunion intergouvernementale sur l'IPBES (en Corée du Sud) conclurait ou non à la création d'un ipBes. Cette conférence propose que la 65e session de l'Assemblée Générale de l’ONU (AGNU – 20 au 30 septembre 2010) se penche sur ces propositions. En France, la FRB et l'Iddri continuent à soutenir le processus. En 2010, la FRB a annoncé préparer « le mécanisme de mobilisation national de l’expertise dont la France aura besoin dans le cadre de l’ipBes »[22],[23],[24],[25].
- La France s'est impliquée dans l'élaboration du premier programme de travail de l'IPBES (2014-2018). Au terme d'un processus de consultation impliquant scientifiques et acteurs de la société, la France a présenté six propositions à traiter pour l'IPBES[26] :
  1. Comment quantifier l'incidence des changements globaux sur la biodiversité et les services qu'elle fournit ?
  2. Quels scénarios du futur de la biodiversité ?
  3. Comment les différents types d'agriculture peuvent-ils interagir avec la biodiversité pour garantir durablement la sécurité alimentaire mondiale ? Comment favoriser l'intégration biodiversité-agriculture ?
  4. Comment l'érosion de la biodiversité et la dégradation des terres, notamment la désertification, interagissent-elles ? Quelles conséquences sur les services rendus par les écosystèmes ?
  5. Comment assurer la protection et l'utilisation durable des écosystèmes marins ?
  6. Comment évaluer les impacts d'un produit ou d'un service sur la biodiversité et les écosystèmes dans toutes les phases de son cycle de vie ?
- La France s'est dotée d'un comité national pour l'IPBES afin de coordonner la participation du pays aux travaux de la Plateforme. C'est un organe de consultation tripartite, composé de représentants des organismes de recherche membres de l'Alliance nationale de la recherche pour l'environnement, des ministères impliqués et de parties prenantes de la biodiversité. Le Comité œuvre à la mobilisation des experts français lors des appels à nominations de la Plateforme et soutient les représentants du gouvernements lors des discussions scientifiques et techniques. Il est animé par la Fondation pour la recherche sur la biodiversité[27].

## Programme de travail 2014-2018

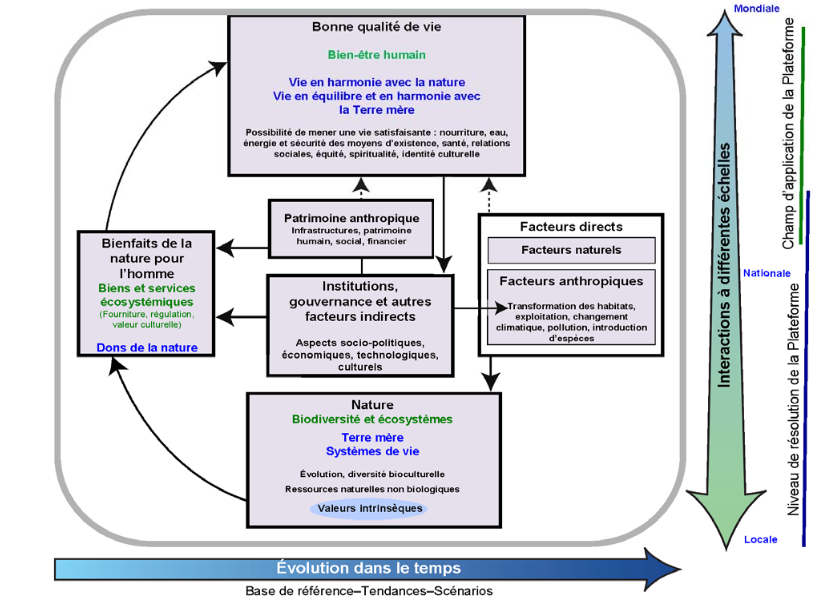
Cadre conceptuel analytique de l'IPBES

Le cadre conceptuel analytique de l'IPBES a été adopté lors de la deuxième session plénière de l'IPBES (IPBES 2), en décembre 2013. Il sert de référence aux travaux de la Plateforme, décrivant différentes visions de la nature complexe de la biodiversité, des services écosystémiques, du bien-être humain, et des relations entre ces différents éléments. L'adoption d'un cadre conceptuel permet d'arrêter une terminologie commune, indispensable dans le cadre de travaux d'une ampleur telle que ceux de l'IPBES.
Le programme de travail 2014-2018, adopté lui aussi lors de l'IPBES 2, comporte 4 grands objectifs :
1. Renforcer les capacités et les connaissances à l'interface science-politique, y compris en travaillant avec les systèmes de connaissances locaux et autochtones[4] ;
2. Renforcer l’interface science-politique aux niveaux sous-régional, régional et mondial ; avec 3 sous-objectifs : a) Rédaction d'un guide sur la réalisation et l’intégration des évaluations à tous les niveaux (mis à jour pour 2016) ; b) production d'évaluations sous-régionales/régionales de la biodiversité et des services écosystémiques (prévues pour 2018) ; c) production d'une évaluation mondiale de la biodiversité et des services écosystémiques (d’ici 2018)[4].
3. Renforcer l’interface science-politique sur des questions thématiques et méthodologiques, à propos de a) la pollinisation, les pollinisateurs et la production alimentaire (finalisée en 2015) ; b) la dégradation et la restauration des terres (fin 2018), les espèces exotiques envahissantes, et l’utilisation durable de la biodiversité (d’ici 2018) ; c) une analyse de scénarios et d'une modélisation de la biodiversité et des services écosystémiques (finalisée en 2015) sur base d’une évaluation rapide et d’un guide ; d) production d'outils d'aide et conseil pour les politiques concernant les diverses conceptualisations de la valeur de la biodiversité et des bienfaits procurés par la nature à l'Homme (d’ici 2018) sur la base d’un guide préliminaire et d’une évaluation[4].
4. Faire connaître l’IPBES et évaluer son action[4].

### Groupes d'experts
À ce jour, près d'un millier d'experts ont été sélectionnés afin de former des groupes qui travaillent à la préparation des « livrables », dont 39 français. Les experts sont nommés par les États membres de l'IPBES et les parties prenantes (par exemple, des ONG ou des instituts de recherche), dans la limite où les experts nommés par les parties prenantes ne peuvent pas représenter plus de 20 % du groupe. Les équipes spéciales travaillent sur des questions transversales (couvertes par l'objectif 1 du programme de travail). Elles produisent des documents sur demande de la Plénière et conseillent les autres groupes pour en ce qui concerne leur champ d'expertise. La durée de leur mandat peut varier ; il est néanmoins prévu que les 3 équipes spéciales formées à ce jour opèrent jusqu'à la fin du programme de travail actuel. Les groupes d'experts sont formés une fois que la Plénière donne son accord pour le lancement de la préparation d'un livrable, et notamment les évaluations IPBES. Son mandat varie selon l'ampleur du travail demandé. Les équipes et groupes d'experts actuels sont les suivants :  
1. Équipe spéciale pour le renforcement des capacités. L'équipe a notamment produit une liste des besoins prioritaires en matière de renforcement des capacités qui a été adoptée par la Plénière, développé un programme de bourses, d'échanges et de formation en cours de test et organisé un forum sur le renforcement des capacités pour mettre en adéquation les besoins en matière de renforcement des capacités et les ressources.
2. Équipe spéciale sur l'intégration des systèmes de savoirs autochtones et locaux. L'équipe collabore étroitement avec les groupes d'experts préparant les évaluations afin d'améliorer la prise en compte de ces savoirs dans leurs travaux, elle a également préparé des « approches et procédures pour travailler avec les systèmes de savoirs autochtones et locaux », qui seront soumis à la Plénière pour approbation en 2016.
3. Équipe spéciale sur les connaissances et données. L'équipe travaille par exemple sur des questions de gestion des données utilisées dans les travaux de l'IPBES ou au développement d'indicateurs communs à utiliser dans l'ensemble des évaluations IPBES.
4. Groupe d'expert pour l'élaboration d'un guide sur la réalisation et l'intégration des évaluations à tous les niveaux. Ce guide aborde les aspects pratiques, méthodologiques, conceptuels et thématiques à prendre en compte lors de la réalisation d'une évaluation. Il est amené à évoluer en fonction des leçons tirées et des bonnes pratiques identifiées lors de la mise en œuvre du programme de travail.
5. Groupe d'expert pour la préparation du rapport de cadrage de l'évaluation mondiale sur la biodiversité et les services écosystémiques. Le rapport de cadrage sera présenté à la 4e session plénière de l'IPBES pour approbation.
6. Groupes d'experts pour mener les évaluations régionales. Le lancement de quatre évaluations régionales a été approuvé par la Plénière en 2015 et quatre groupes d'experts ont été formés en conséquence : Afrique, Amériques, Asie-Pacifique et Europe et Asie centrale. Ces évaluations sont prévues pour 2018.
7. Groupe d'experts pour l'évaluation rapide sur les pollinisateurs, la pollinisation et la production alimentaire. L'évaluation a été finalisée en 2015 et sera soumise à la Plénière pour acceptation en 2016.
8. Groupe d'experts pour l'évaluation sur la dégradation et la restauration des terres. L'évaluation a été lancée en 2015 et devrait être présentée à la plénière en 2018.
9. Groupe d'experts pour l'élaboration d'un guide et d'une évaluation rapide sur les outils et méthodes d'aide à la décision pour l'analyse des scénarios et la modélisation de la biodiversité et des services écosystémiques. L'évaluation a été finalisée en 2015 et sera soumise à la Plénière pour acceptation en 2016.
10. Groupe d'experts pour l'élaboration d'un guide et d'une évaluation sur les outils et méthodes d'aide à la décision concernant les diverses conceptualisations de la valeur de la biodiversité et des bienfaits procurés par la nature à l'homme. Le guide a été finalisé en 2015. Le rapport de cadrage de l'évaluation sera examiné par la Plénière en 2016, qui devra décider du lancement ou non des travaux.
11. Groupe d'experts pour l'élaboration d'un catalogue des outils et méthodes d'aide à la décision.

### Évaluations
Les évaluations suivantes sont prévues dans le cadre du programme de travail 2014-2018 et feront l'objet d'appels à nomination d'experts auprès des gouvernements et des parties prenantes concernés : 
1. Évaluation mondiale sur la biodiversité et les services écosystémiques ;
2. Évaluation thématique sur les espèces exotiques envahissantes et leur contrôle ;
3. Évaluation thématique sur l'utilisation durable de la biodiversité ;
4. Évaluation méthodologique sur les diverses conceptualisations de la valeur de la biodiversité et des bienfaits procurés par la nature à l'homme.

## Paris 2019
Du 29 avril au 4 mai 2019, la plateforme se réunit à Paris pour publier le premier rapport d'évaluation mondiale sur la biodiversité et les services écosystémiques. Ce rapport basé sur 15 000 études scientifiques et rapports gouvernementaux. Publié le 6 mai 2019, il lance une alerte majeure concernant la perte de biodiversité, affirmant que « la santé des écosystèmes dont nous dépendons, comme toutes les autres espèces, se dégrade plus vite que jamais » et que « un million d’espèces animales et végétales – soit une sur huit – risquent de disparaître à brève échéance »,.
Dans ce rapport d'évaluation, les auteurs classent, pour la première fois à une telle échelle et sur la base d’une analyse approfondie des données disponibles, les cinq facteurs directement responsables des changements qui affectent la nature, et ayant les plus forts impacts à l’échelle mondiale. Ces cinq facteurs sont, par ordre décroissant de responsabilité : (1) les changements d’usage des terres et de la mer ; (2) l’exploitation directe de certains organismes ; (3) le changement climatique ; (4) la pollution ; et (5) les espèces exotiques envahissantes. Le changement climatique, pour l'instant troisième cause de destruction de la biodiversité, deviendrait la deuxième, puis la première s'il continue à s'aggraver.

### Ampleur de la destruction de la nature
Depuis 1970, la croissance démographique (la population mondiale est passée de 3,7 à 7,6 milliards) et le développement technologique ont poussé à la hausse la production agricole et de bioénergie. Ceci a causé la perte d'écosystèmes intacts, principalement dans les tropiques, où se trouve la plus grande biodiversité de la planète. Entre 1980 et 2000, environ 100 millions d'hectares de forêts tropicales ont été perdues dans le monde, principalement à cause de l'augmentation de l'élevage du bétail en Amérique latine (environ 42 millions d'hectares) et des plantations en Asie du Sud-Est (7,5 millions d'hectares), dont 80 % sont destinées à l'huile de palme. Ceci a causé une diminution d'au moins 20 % dans l'abondance moyenne des espèces locales depuis 1900, et aurait affecté la répartition de 47 % des mammifères terrestres non volants ainsi que d'un quart des oiseaux menacés.
Même avec un changement climatique modéré (1,5 à 2 degrés Celsius d'augmentation de température) la plupart des espèces verront une diminution de la superficie de leur habitat. Le rapport estime qu'avec une augmentation des températures de 2 °C, 5 % des espèces seront en voie d'extinction. Avec un réchauffement de 4,3 °C, ce pourcentage augmente à 16 % des espèces.

### Les peuples autochtones, les communautés locales, et la nature
Au moins un quart de la superficie terrestre mondiale (28 %) est détenu traditionnellement, géré,exploité et occupé par les peuples autochtones. Ces zones comprennent environ 40 % des aires officiellement protégées et 37 % en zones dites "« vierges » qui ont donc subi très peu d'interventions humaines.
La nature gérée par les peuples autochtones et les communautés locales se dégrade moins rapidement, comparativement à d'autres territoires. Cependant, 72 % des indicateurs locaux développés et utilisés par les peuples autochtones et les communautés locales font état de la détérioration de la nature et des contributions apportées par la nature qui leur permettent de subsister.

### Taxons d'animaux menacés
Parmi les 8 millions d’espèces animales répertoriées (dont 5,5 millions sont des insectes), jusqu’à 1 million seraient menacées d’extinction, dont 40 % des amphibiens, 33 % des espèces des récifs coralliens, 33 % des mammifères marins, 10 % des insectes. Les races domestiques ne sont pas épargnées, puisque 560 races de mammifères domestiques (soit 10 %) ont disparu, et 1000 supplémentaires sont menacées. Le taux actuel de disparition des espèces est des dizaines ou des centaines de fois supérieur à la moyenne des 10 derniers millions d’années, faisant de la période actuelle la sixième extinction de masse de l’histoire du vivant.

### Santé
L'érosion de la biodiversité est aussi un symptôme de maux qui touchent la santé humaine. Par exemple, 300 à 400 millions de tonnes de métaux lourds, solvants, boues toxiques et autres déchets industriels sont déversés tous les ans dans les eaux mondiales. De plus, la nature inspire la recherche médicale : 70 % des médicaments anticancéreux sont inspirés par la nature. La diminution de la biodiversité entraîne la perte de molécules utiles ou potentiellement utiles à l'homme.

### Océans et pêche
Plus de 55 % de la zone océanique est exploitée par la pêche industrielle. 90 % des pêcheurs professionnels (30 millions de personnes) à petite échelle sont responsables de 50 % des prises mondiales. Depuis 1870, 50 % des récifs coralliens ont disparu.
En 2015, 33 % des stocks de poissons marins en 2015 étaient exploités à un niveau biologiquement non durable ; 60 % étaient exploités au maximum et 7 % étaient sous-exploités .
La diminution prévue de la biomasse de poissons d'ici la fin du siècle, dans les scénarios de réchauffement climatique, est estimée entre 3 et 25 % selon les prévisions basses et hautes.

### Forêts
L’industrie forestière emploie environ 13 millions de personnes dans le monde. Depuis les années 1990 la forêt a diminué de 50 % (excluant celles gérées pour fournir du bois ou pour extraction agricole). Les forêts de mangrove ont perdu plus de 75 % de leur superficie.

## Rapports et évaluations
L'IPBES a publié plusieurs rapports, dont :
- 2018 : rapports régionaux[37]
- 2019 : rapport global sur la biodiversité et les services écosystémiques (titre en français : « Rapport de l'évaluation mondiale de la biodiversité et des services écosystémiques »), constatant qu'« une partie importante de la diversité du vivant est aujourd’hui en voie d’extinction à l’échelle de quelques décennies avec des conséquences directes et gravissimes en termes de services écosystémiques pour les sociétés humaines », selon un commentaire de Philippe Grandcolas, directeur adjoint scientifique à l’Institut écologie et environnement du Centre national de la recherche scientifique (CNRS) français[17].
- 2020 : Atelier virtuel sur la biodiversité et les pandémies : l'IPBES a publié (en anglais seulement) le 29 octobre 2020 un rapport élaboré à la suite d'un atelier en ligne, dans le contexte de la crise sanitaire mondiale. Le résumé exécutif (en anglais seulement) de ce rapport a été traduit par des citoyens et mis en accès libre ici.
- 2022 (8 juillet) : parution d'une évaluation sur l’utilisation durable des espèces sauvages[17],[38]
- 2022 (11 juillet) : parution d'une évaluation[39] sur « les multiples valeurs de la nature »[17],[40] (The Diverse Values and Valuation of Nature), comprenant notamment des éléments issus de disciplines telles que l'anthropologie, la philosophie et la sociologie[17] ; le résumé pour les décideurs de ce rapport est intitulé « Les décisions fondées sur un ensemble limité de valeurs marchandes de la nature alimentent la crise mondiale de la biodiversité »[41]
- 2023 : rapport sur l'« évaluation mondiale sur la problématique des espèces exotiques envahissantes »[42]
- 2024 : Affronter Ensemble Cinq Crises Mondiales Interconnectées en Matière de Biodiversité, d'Eau, d'Alimentation, de Santé et de Changement Climatique, 70 options de réponse évaluées pour maximiser les co-bénéfices face aux défis en cascade ou cumulés[43],[44] : résumés pour décideurs de l'"Évaluation thématique des causes sous-jacentes de la perte de biodiversité, des déterminants du changement transformateur et des options permettant de réaliser la Vision 2050 pour la biodiversité" (aussi nommée "évaluation changement transformateur") et de l'"Évaluation thématique des liens entre la biodiversité, l’eau, l’alimentation et la santé" ("évaluation nexus") ; et "Rapport de cadrage pour la deuxième évaluation mondiale sur la biodiversité et les services écosystémiques"[20].

## Prix et distinctions
- 2024 : Prix Planète bleue[45]